# Le Breuil-sur-Couze
Le Breuil-sur-Couze là một xã ở tỉnh Puy-de-Dôme trong vùng Auvergne-Rhône-Alpes miền trung nước Pháp. Xã này nằm ở khu vực có độ cao trung bình 387 mét trên mực nước biển.